# Bruno Mendes
Bruno Mendes (sinh ngày 2 tháng 8 năm 1994) là một cầu thủ bóng đá người Brasil.

## Sự nghiệp câu lạc bộ
Bruno Mendes hiện đang chơi cho Cerezo Osaka.